# Операція «Губертус»

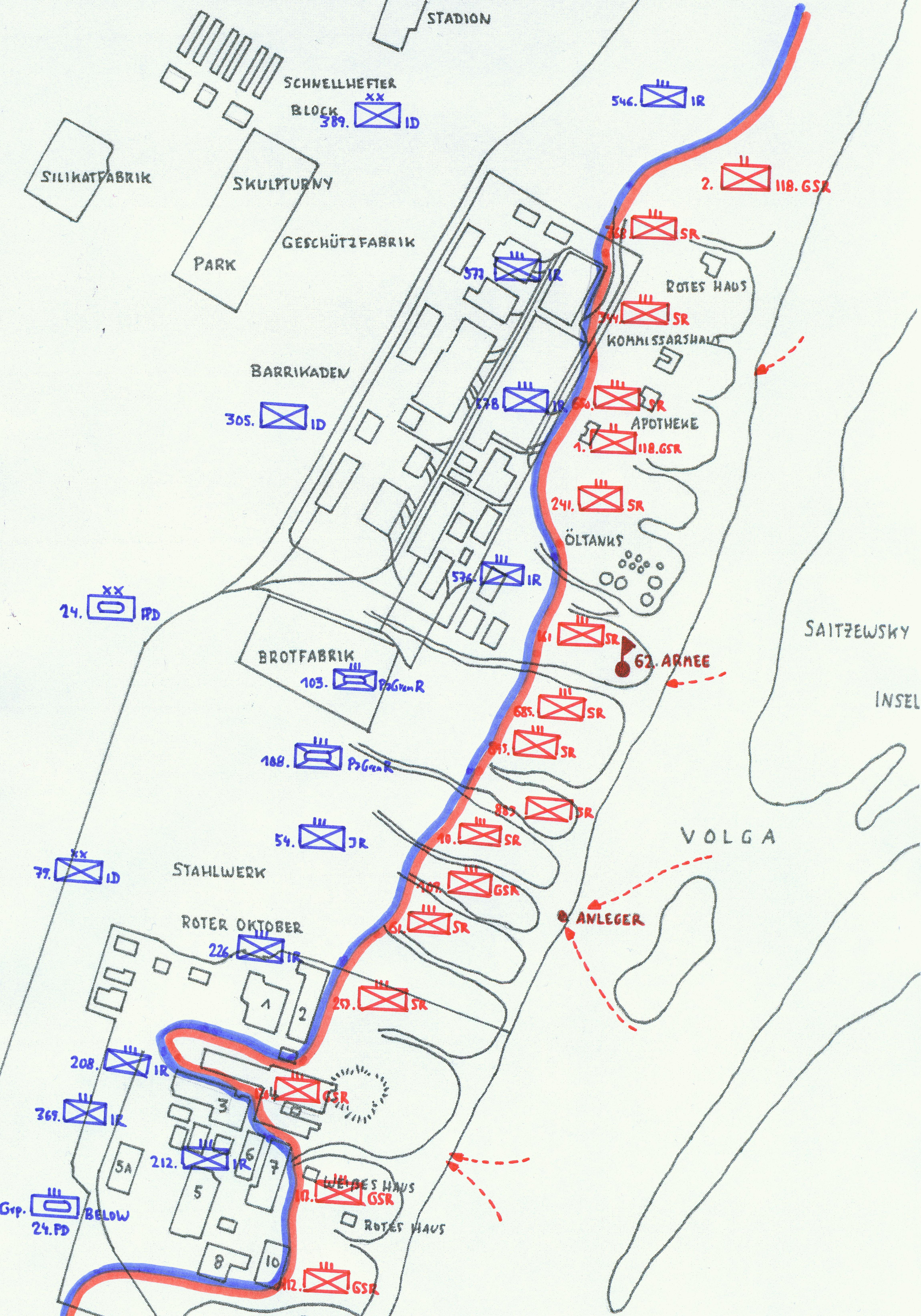
Положення сторін на 1 листопада 1942 року. Сталінградська битва

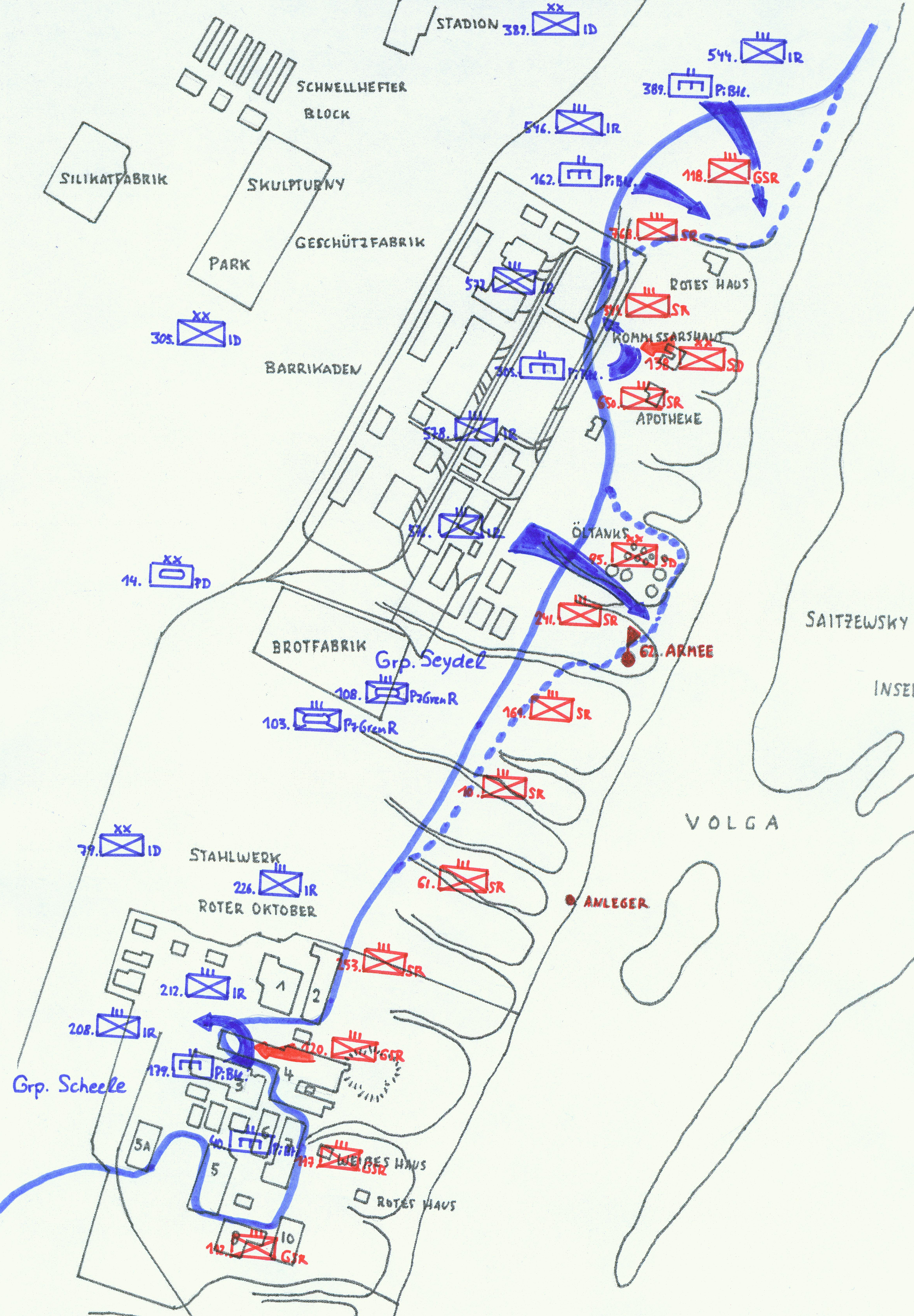
Бойові дії 11-12 листопада 1942 року. Операція «Губертус»

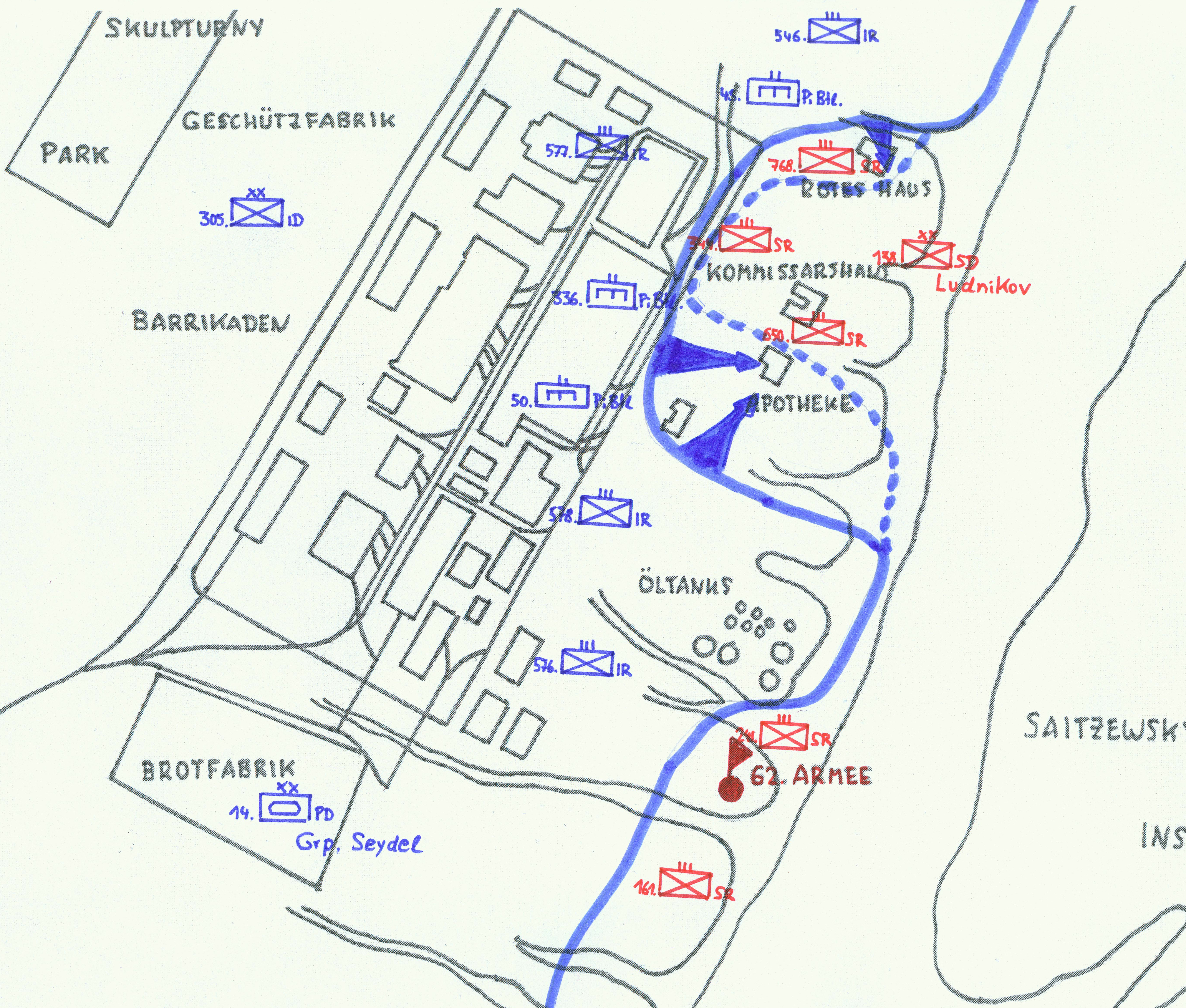
Бойові дії 13-15 листопада 1942 року. Операція «Губертус»

Операція «Губертус» (нім. Unternehmen Hubertus) — наступальна операція німецьких військ у ході Сталінградської битви за часів німецько-радянської війни. Тривала з 11 до 15 листопада 1942 року. Мета операції, що проводилася силами 6-ї армії генерал-полковника Фрідріха Паулюса за частки сил 4-ї танкової армії генерал-полковника Германа Гота — остаточний розгром радянських військ 62-ї армії генерала Чуйкова В. І., що утримували оборону Сталінграда.

## Історія

### Передумови
8 листопада 1942 року Адольф Гітлер оголосив про свої плани щодо опанування останньої частини Сталінграда. До цього часу битва за контроль над Сталінградом, яка розпочалася 13 вересня, перетворилася на битву за виснаження. У військах вермахту утворився серйозний дефіцит важких озброєнь та боєприпасів, але найважливішим була гостра нестача особового складу у бойових частинах. Жодна з німецьких дивізій не мала й близько повної чисельності від свого штату, і єдиним підкріпленням, яке надходило, було маршове поповнення з числа тих, що одужали після поранень чи хвороби. Паулюс неодноразово звертався до вищого командування з проханням про серйозне поповнення і твердо вірив, що його 6-й армії не вистачає часу, щоб забезпечити захоплення десятої частини спустошеного міста, яку досі утримували війська 62-ї армії генерал-лейтенанта Чуйкова В. І. Сталінградського фронту. До того ж німцям бракувало теплого одягу та спорядження для війни в умовах зими, а також повідомленнями розвідки про посилення радянської активності вздовж північно-західного та південного флангів, що передвіщало великий радянський контрнаступ.
На початок листопада гітлерівці тримали 90 % Сталінграда під своїм контролем. Червона армія утримувала лише кілька невеликих «островків» опору, притиснутих до Волги:
- 39-та стрілецька дивізія обороняла частину металургійного комбінату «Красний Октябр», на лівому фланзі її підтримувала 284-та стрілецька дивізія, що закріпилася у робочому селищі комбінату.

Рештки артилерійського заводу «Красні барикаді» захищали розбиті частини 138-ї, 308-ї та 244-ї стрілецьких дивізій. Вони займали менше 10 % від загальної площі підприємства. Житловий район цього заводу захищали залишки 138-ї стрілецької дивізії, зокрема 768-го стрілецького полку.
Ще однією важким важливим осередком битви за місто стала хімічна фабрика «Лазур» та прилеглі до неї залізничні колії. Змішані підрозділи 284-ї стрілецької дивізії, 9-ї та 38-ї мотострілецьких бригад та інших, вже розбитих, стрілецьких і танкових підрозділів вперто захищали цю територію.
Ці опорні пункти, що залишилися, були з'єднані тонкими оборонними лініями 161-го стрілецького полку та 95-ї стрілецької дивізії (241-й стрілецький полк) на півдні, і 37-ї гвардійської стрілецької дивізії (118-й стрілецький полк) на півночі. Між цими більш-менш згуртованими підрозділами була змішана низка солдатів з різних розбитих підрозділів: 42-ї стрілецької бригади, 347-го, 685-го стрілецьких полків, 895-ї й 45-ї стрілецьких дивізій.
Німецькі 71-ша, 76-та, 79-та, 94-та, 305-та і 389-та піхотні та 100-та єгерська дивізії, які за підтримки основних підрозділів 14-ї, 16-ї та 24-ї танкових дивізій, вели запеклі вуличні бої за місто тижнями. Однак, попри масовану артилерійську, повітряну та танкову підтримки вони так і не змогли вибити впертих і безстрашних радянських захисників із займаних позицій та скинути їх у Волгу і закінчити жорстокі бої за кожний дім у Сталінграді.
З огляду на розстановку сил та хаотичний характер розміщення сторін, командувач 4-го повітряного флоту генерал-полковник Вольфрам фон Ріхтхофен висловився, що оскільки бої в Сталінграді відбуваються настільки близько, то він вважає, що Люфтваффе не здатні ефективно виконувати завдання з повітряної підтримки вермахту.

### Підготовка
8 листопада командуванням 6-ї армії був розроблений план, який отримав кодову назву «Губертус», що мав за мету остаточний розгром радянських військ у Сталінграді, ліквідацію осередків їхнього опору та повне опанування цього важливого вузла комунікацій.
Розгортання штурмових саперних підрозділів у Сталінграді
| Підрозділ                  | Формування             | Командир         | Чисельність                                | Прибуття в Сталінград |
| -------------------------- | ---------------------- | ---------------- | ------------------------------------------ | --------------------- |
| 45-й інженерний батальйон  | 6-та армія             | гауптман Древіц  | 9 офіцерів, 30 унтерофіцерів, 246 солдатів | 4 листопада 1942      |
| 50-й інженерний батальйон  | 22-га танкова дивізія  | гауптман Гаст    | 10 офіцерів, 44 унтерофіцери, 405 солдатів | 6 листопада 1942      |
| 162-й інженерний батальйон | 62-га піхотна дивізія  | майор Крюгер     | 7 офіцерів, 31 унтерофіцер, 281 солдат     | 6 листопада 1942      |
| 179-й інженерний батальйон | 79-та піхотна дивізія  | гауптман Вельц   |                                            | 17 жовтня 1942        |
| 294-й інженерний батальйон | 294-та піхотна дивізія | гауптман Вайманн | 4 офіцери, 29 унтерофіцерів, 275 солдатів  | 6 листопада 1942      |
| 305-й інженерний батальйон | 305-та піхотна дивізія | гауптман Трауб   |                                            |                       |
| 336-й інженерний батальйон | 336-та піхотна дивізія | гауптман Лунд    | 8 офіцерів, 38 унтерофіцерів, 336 солдатів | 6 листопада 1942      |
| 389-й інженерний батальйон | 389-та піхотна дивізія | гауптман Пфіцнер |                                            |                       |

В ході розробки плану операції ОКГ не дозволило командувачу 6-ї армії забрати два полки 29-ї моторизованої дивізії, але надало дозвіл Паулюсу зосередити в його цілях п'ять інженерних батальйонів з дивізій, які тримали оборони вздовж Дону. Георг фон Зоденштерн висловився, що посилення 6-ї армії саперами матиме значну користь, але генерал-майор Шмідт відповів, що інженерні батальйони не можуть бути справді ефективною заміною піхоти, хоча інженери були здатні виконувати такі завдання, як руйнування бункерів та знищення інших опорних пунктів радянських військ, втім 6-й армії була конче потрібна піхота.

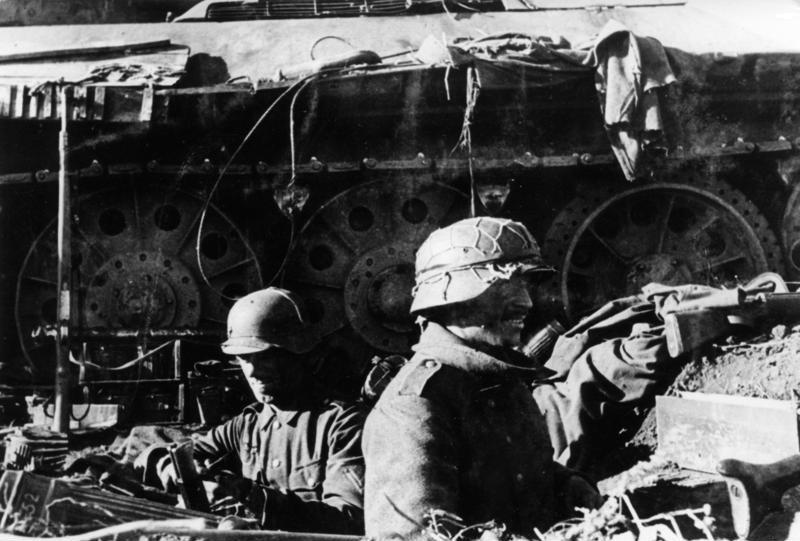
Німецькі солдати на позиціях. Операція «Губертус». Сталінградська битва

Генерал-полковник Фрідріх Паулюс, усвідомивши відсутність піхотної підтримки та обсудивши ситуацію з командиром LI армійського корпусу генерал-лейтенантом фон Зейдліц-Курцбахом, наказав сформувати 10 бойових груп з 71-ї, 79-ї, 94-ї, 295-ї, 305-ї, 389-ї піхотних, 100-ї єгерської та 14-ї і 24-ї танкових дивізій, яких посилити саперними підрозділами та зайняти визначені позиції.
На напрямку заводу «Красні барикаді» німецьким саперам було наказано зосередити основні зусилля своїх перших штурмів на двох радянських опорних пунктах, так званих «Аптечній крамниці» та «Червоному домі». Війська розпочали ретельне підготовку вибухових зарядів та вогнеметів, впевнені, що зможуть опанувати обидва будинки за лічені хвилини.

### Радянські позиції

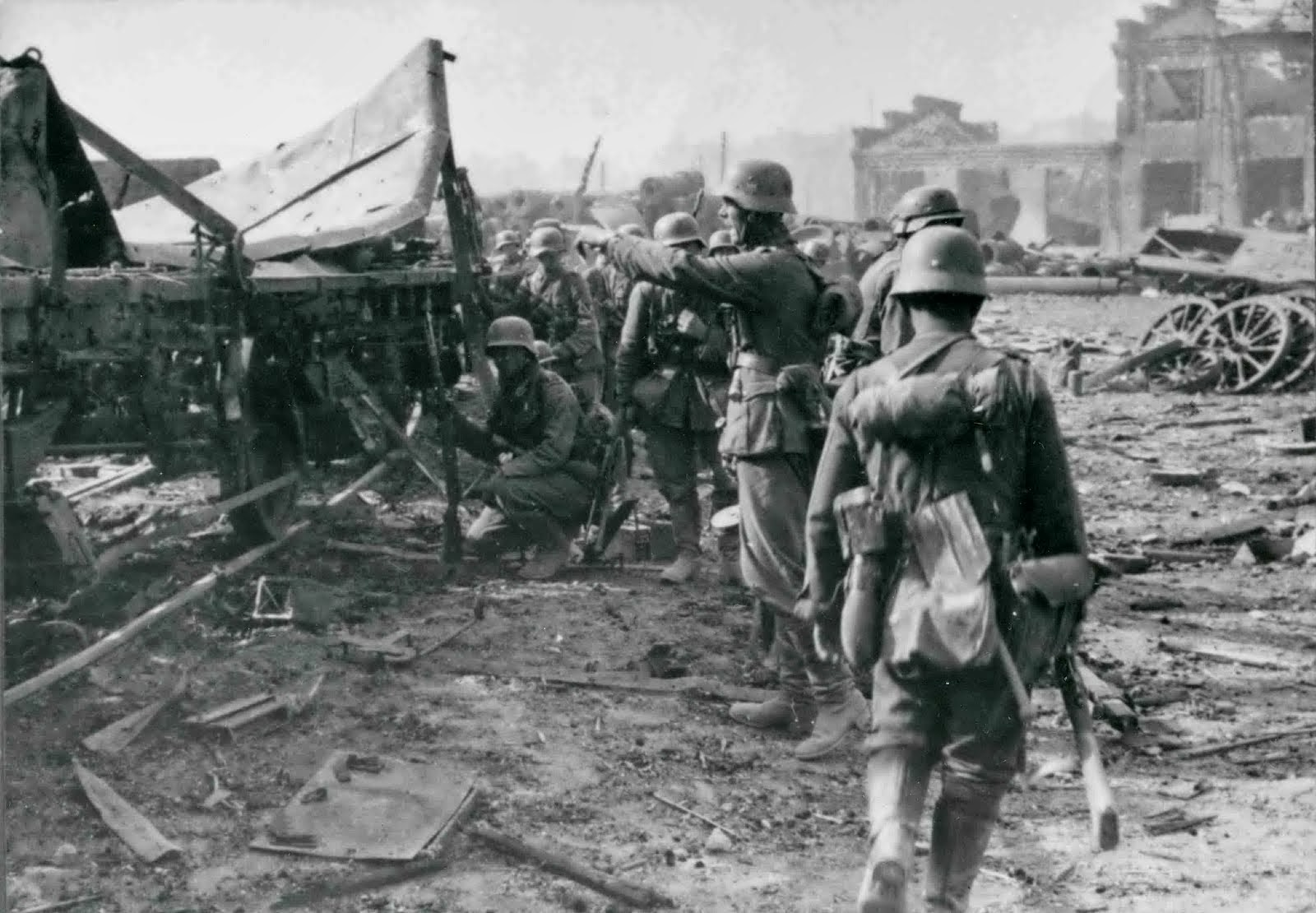
Бойова група 305-ї піхотної дивізії в операції «Губертус». Сталінградська битва. 12 листопада 1942

Радянські захисники 62-ї армії Чуйкова В. І. добре знали, що відбувається. Стиснуті в зону завдовжки лише 10 км і завширшки не більше 1,6 км, із замерзаючою річкою Волгою за спиною, виснажені радянські війська закріпилися в підвалах, захищених важкими кулеметами та протитанковими рушницями. Сталеві пластини з отворами, просвердленими наскрізь, виставляли лише дульну частину гармати, тоді як міни та мінні пастки були посипані залишками битої цегли, асфальту та ґрунту. Штрафні роти були організовані в бойові протитанкові групи. Всюди льохи перетворювались на опорні пункти, і кожен обернений камінь загрожував мінною пасткою.

### Хід операції
О 03.00 11 листопада операція «Губертус» розпочалася німецьким коротким і інтенсивним артилерійським обстрілом, а потім 10 батальйонних штурмових груп німецької піхоти, підтриманих танками та саперами, штурмували заводи «Красні барикади», «Красний Октябр» та навколишні позиції червоноармійців поблизу них. Сім німецьких ударних груп наступали на 5-кілометровому фронту між вулицею Волховстроевською та Банним яром, де радянські захисники підготувались до лобової зустрічі з німцями. Командування зведених сил під керівництвом полковника Горохова, ізольоване від решти військ, намагалося послабити тиск контратакою із залізничного мосту через гирло протоки Мечетка у напрямку Дзержинського тракторного заводу. Вуличні бої були надзвичайно запеклими, навіть за неймовірними за розпачом мірками Сталінграда. Біля комбінату «Красний Октябр» саперно-штурмова група німців натрапила на радянську штурмову групу, яка тільки висувалася на позиції, і в робочому цеху заводу важкоозброєні солдати зійшлися в рукопашній сутичці, стріляючи впритул один в одного. Деякі підрозділи вермахту були змушені відступити на свої вихідні позиції, а радянські локальні контратаки за підтримки кількох танків зривали досягнення противника. «Аптечна крамниця» впала майже відразу, але оборонці «Червоного дому» відбивали атаки і вдень і вночі.
До кінця першої доби одна з бойових груп прорвалася до високого берега річки Волга, друга — також вийшла в іншому місці до західного берега. Першу групу червоноармійці швидко відрізали від головних і провели контратаку. Друга добровольча група, зібрана для посилення своїх товаришів, що потрапили в пастку, атакувала і зламала опір радянських 241-го і 161-го стрілецьких полків, але згодом також була відрізана усіма наявними в розпорядженні силами Червоної армії. Обидві групи були знищені, лише один поранений врятувався і повідомив про долю своїх товаришів. Мета досягти річки та утримати позиції тут не була досягнута.
Паулюс спланував здійснити вночі перегрупування та з ранку почати другу атаку на визначені об'єкти. Німці проаналізували помилки попереднього дня і оснастили 50-й інженерний батальйон драбинами. Цей батальйон був перекинутий у колишній сектор атаки 305-го саперного батальйону. Пізніше був переміщений на ділянку наступу 79-ї піхотної дивізії.
О 05:00 12 листопада німецька артилерія протягом півтори години влаштувала вогневий шквал по радянських позиціях. Коли німецькі сапери нарешті увірвались до «Червоного дому», радянські захисники відступили назад у льох, а німці розірвали дошки підлоги та скинули вниз контейнери з транспортним паливом і запалили їх гвинтівковим вогнем, і потім опускали і детонували ранці із зарядами. Врешті-решт гітлерівці повністю оволоділи «Червоним домом», де їм потім довелося залишитися, оскільки вони опинились у пастці, через згубний вогонь з радянських позицій на заводі «Красні Баррікади».
Тим часом підрозділи 305-ї дивізії оберста Бернгарда Штайнмеца та 389-ї дивізії генерал-майора Еріха Магнуса досягли кращих успіхів, здобувши позицію на західному берегу Волги навколо спустошеної нафтобази та заводу «Красні Баррікади». Південніше три німецькі дивізії наполегливо очищали від противника радянські бункери. Після п'яти годин затятих ближніх боїв Паулюс ввів у битву свій тактичний резерв, який прорвав правий фланг 95-ї дивізії і вийшов до річки Волги в районі заводу «Красний Октябр» на фронті 550 метрів. Унаслідок таких дій німців 138-ма стрілецька дивізія виявилася відрізаною від решти 62-ї армії. Коли радянські підкріплення намагалися висадитися з протилежного берега річки їм на допомогу, їх спробу зірвав сильний кулеметний вогонь та стрільба прямим наведенням з зенітних гармат впритул. 138-ма дивізія, затиснута на клаптику землі завширшки 365 м та 90 м у глибину, за корпусами заводу «Красні Баррикади», була знищена.

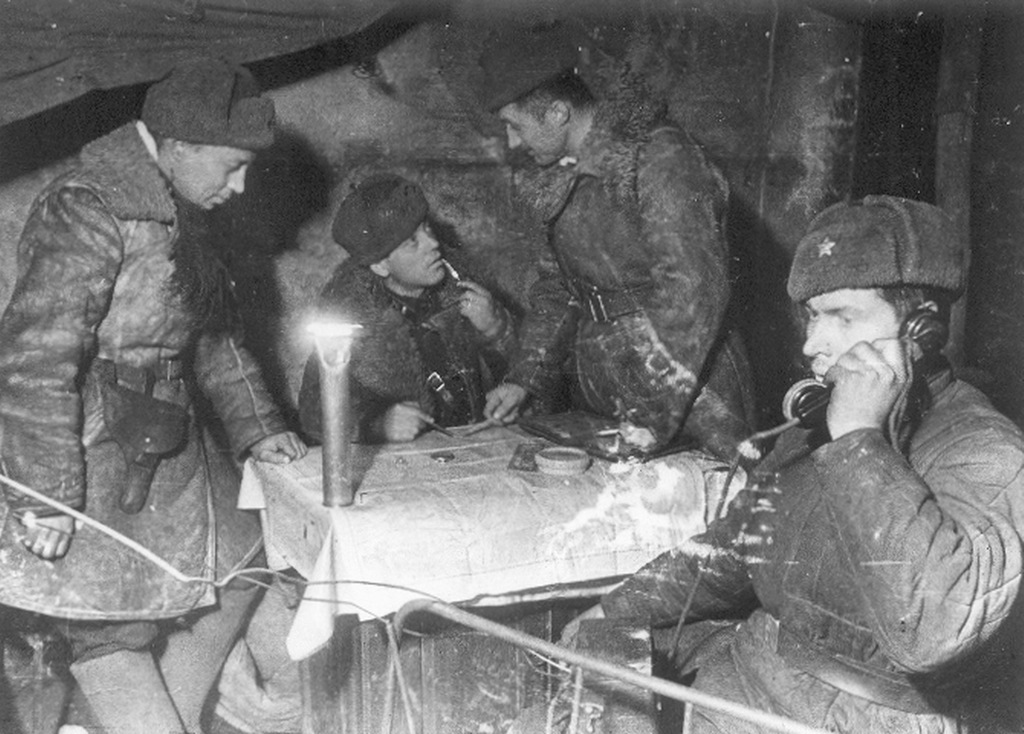
Командний пункт 178-го артилерійського полку 45-ї сд Ростовцева в підвалі цеху заводу «Красний Октябр». Сталінградська битва

Але цього разу серед офіцерів 62-ї армії не було тієї напруженості, яка була раніше, оскільки вони чітко розуміли, що це остання спроба німців взяти Сталінград. Хоча бойові дії були неймовірно важкими, а ситуація критична, радянські командири були оптимістичними. Втрати з кожного боку були надзвичайно великими. 336-й саперний батальйон 336-ї дивізії втратив 18 людей унаслідок вибуху міни-пастки ще до того, як вони покинули свої вихідні позиції. Захищаючи відкритий простір перед фабрикою «Красні Баррікади», 118-й гвардійський полк, коли почалися бої 11 листопада, мав 230 чоловіків і за перші п'ять годин боїв втратив 244 людини (з урахуванням підкріплення). За той же період німецькі інженери втратили 440 осіб. На нафтобазі командир 112-го гвардійського полку налічував менше ніж 100 чоловік у кожному зі своїх батальйонів, а кожен другий офіцер був мертвий. 138-ма дивізія полковника Івана Людникова нараховувала лише 700 осіб у строю. Ряд полків просто перестав існувати в «мішку» біля заводу «Красні Баррикади». 138-ма дивізія знаходилася в дуже відчайдушному становищі. Командувач армії Чуйков щогодини телефонував комдиву по радіо, інформуючи того, що допомога вже на підході. Але це був чистий блеф, який мав на меті обдурити німецьких слухачів — насправді Чуйков не мав жодної можливості надіслати допомогу Людникову. З світанком наступного дня скрізь у місті радянські війська почали контратакувати, квартал за кварталом, будинок за будинком та кімната за кімнатою.
Вночі командування провело перегрупування своїх ударних формувань, зосереджуючи основні зусилля проти опорних пунктів Червоної армії, що були оточені, та намагаючись нарешті ліквідувати ці осередки опору й визволити хоча б частину своїх сил.
Штурмові групи знову атакували і розширили своє позиції на берегу Волги. На посилення штурмових груп прибули самохідні штурмові гармати «Штурмгешуц» з 244-го самохідного дивізіону. Хоча більшість цих машин були вибиті, вони сприяли досягненню своїх цілей. Однією з цілей був будинок № 81. Він був захоплений після кривавого бою за кожну кімнату. Радянська 344-та стрілецька дивізія, яка по суті була батальйонною бойовою групою, була змушена відступити. 162-й саперний батальйон вермахту зумів розколоти плацдарм за «Красними барикадами» і вийшов до Волги. Тим самим було ізольовано підрозділи 308-ї, 344-ї та 45-ї стрілецьких дивізій.
Наприкінці дня війська Чуйкова були розчленовані на кілька окремих «мішків» та «осередків опору». Десятки сутичок спалахували і точилися в місті ще три дні до того, як 15 листопада операція «Губертус» не була відмінена. Однак до кінця німецькі та радянські лінії були настільки щільними та змішаними, що німці та червоноармійці часто опинялися на захисті позицій у одній будівлі на різних поверхах або кімнатах.

### Підсумки операції
Операція «Губертус» була приречена на провал із самого початку. Ключовими факторами цього були:
- Постійні бомбардування та артилерійські обстріли перетворили Сталінград на поле бою, на якому радянські захисники переважно мали перевагу над німцями, що атакували. Гори завалів і воронок від бомб та снарядів були ідеально пристосовані для оборонних дій і могли бути покращені порівняно невеликими зусиллями. Це також забезпечило зручні умови для наявних радянських снайперів. Як свідчать збережені записі та розповіді вцілілих, вони виявилися більш смертельними та ефективними, ніж фактичні бойові дії.
- Берег Волги знову і знову виявлявся недосяжним для атакуючих німців. Червоноармійці, як кроти, копали тунелі в берегу, що дозволило їм переміщати запаси, резерви, командні та медичні пункти поза зон досяжності німецької артилерії та авіаційних бомбардувань. Командна структура 62-ї армії залишилася, зважаючи на відчайдушну ситуацію, відносно цілою. Здебільшого він добре знав навколишню ситуацію та орієнтувався в різних ситуаціях бою. Навіть коли телефонні лінії між пунктами управління були перебиті, прибережні схили та пагорби дозволяли посланцям рухатися з відносною безпекою від укриття до укриття, доставляючи накази та розпорядження.
- Німцям конче бракувало підтримки піхоти. Хоча ще на стадії вироблення плану операції старші командири, включно самого фон Паулюса, скаржились на гостру нестачу регулярних піхотних формувань для підтримки саперів.
- Кількість прибулих німецьких поповнень також була дуже низькою. В основному посилення прибувало за рахунок солдатів з тилових підрозділів постачання та забезпечення, й їм бракувало належного піхотного досвіду, і багато хто з них не стріляли зі зброї з часу базової підготовки. Унікальні тонкощі бою в місті були їм абсолютно незнайомі.
- Визначені штурмові групи ще до початку операції були надто малі та слабкі для таких складних завдань. Незважаючи на те, що в певні моменти були здобуті важливі позиції та були розгромлені ключові плацдарми противника, німцям просто з початку вкрай не вистачало необхідних сил, щоб остаточно знищити свого супротивника і захопити Сталінград.

В цілому в результаті операції «Губертус» німецьким військам вдалося відбити «Аптечну крамницю» та «Червоний будинок», але фабричні комплекси лише частково опановані вермахтом. Основна атака 305-ї піхотної дивізії та 179-го інженерного батальйону на металургійний комбінат «Красний Октябр» була відбита, і мартенівський цех та 4-й зал заводу залишився в радянських руках. З близько 3000 солдатів, що вступили у битву, 1000 загинули в боях.
Операція «Губертус» стала військовим фіаско гітлерівського командування і суттєво послабила бойові спроможності німецьких військ на північних промислових комплексах. На цьому етапі була неминуча радянська операція «Уран» з оточення 6-ї армії, так що навіть досягнення оперативних цілей в операції «Губертус» вже не могло суттєво змінити розстановку сил у Сталінграді.